# Nut hand
Nel poker l'espressione nut hand, o semplicemente nut, indica il punto più alto raggiungibile in una data mano.
Con le espressioni second nut hand e third nut hand si indica invece rispettivamente il secondo e il terzo punto più alto possibile in una data mano.
Avere il nut in mano vuol dire quindi avere la certezza della vittoria.
Nei giochi Hi-Lo si dice invece nut-high il punto come sopra descritto, mentre si dice nut-low quando si indica il punto più basso possibile.

## Esempi con Texas hold 'em
Giocatore: 7♠ 8♠
Carte comuni: 5♠ 6♠ A♣ 9♠ 5♥
In questo caso il giocatore ha una scala di colore al 9, il miglior punto ottenibile in quella mano: ha quindi la certezza di vincere, il nut.